# Montigny-Mornay-Villeneuve-sur-Vingeanne
Montigny-Mornay-Villeneuve-sur-Vingeanne – miejscowość i gmina we Francji, w regionie Burgundia-Franche-Comté, w departamencie Côte-d’Or.
Według danych na rok 1990 gminę zamieszkiwały 312 osoby, a gęstość zaludnienia wynosiła 10 osób/km² (wśród 2044 gmin Burgundii Montigny-Mornay-Villeneuve-sur-Vingeanne plasuje się na 604. miejscu pod względem liczby ludności, natomiast pod względem powierzchni na miejscu 162.).